# Chaetonotus chuni
Chaetonotus chuni is een buikharige uit de familie Chaetonotidae. De wetenschappelijke naam van de soort werd in 1901 voor het eerst geldig gepubliceerd door Voigt. De soort wordt in het ondergeslacht Primochaetus geplaatst.